# 拉卡亞山
16°40′7″S 68°43′8″W / 16.66861°S 68.71889°W
拉卡亞山（Laqaya），是玻利維亞的山峰，位於該國西部拉巴斯省的因加維省，屬於安第斯山脈中奇利亞-基姆薩查塔山脈的一部分，海拔高度4,825米。